# Dobsonia exoleta
Il pipistrello della frutta dal dorso nudo di Sulawesi (Dobsonia exoleta Andersen, 1909) è un pipistrello appartenente alla famiglia degli Pteropodidi, diffuso sull'Isola di Sulawesi e alcune isole vicine.

## Descrizione

### Dimensioni
Pipistrello di medie dimensioni, con la lunghezza della testa e del corpo tra 150 e 225 mm, la lunghezza dell'avambraccio tra 108,5 e 124,4 mm, la lunghezza della coda tra 29,2 e 34 mm, la lunghezza della tibia tra 48,8 e 57,3 mm, la lunghezza delle orecchie tra 22,3 e 26,7 mm e un peso fino a 275 g.

### Aspetto
La pelliccia è corta. La testa è bruno-nerastra, le spalle sono marroni, mentre le parti ventrali sono giallo sulfureo. Il muso è relativamente corto e largo, le narici sono leggermente tubulari, gli occhi sono grandi. Le orecchie sono lunghe e appuntite. Le membrane alari sono attaccate lungo la spina dorsale, dando l'impressione di una schiena priva di peli. La coda è ben sviluppata, mentre l'uropatagio è ridotto ad una sottile membrana che si estende lungo la parte interna degli arti inferiori.

## Biologia

### Comportamento
Si rifugia all'interno delle grotte dove forma grandi colonie. Sembra tollerare la presenza umana.

### Alimentazione
Si ciba di frutti dell'albero del pane.

### Riproduzione
Danno alla luce un piccolo alla volta probabilmente nel mese di maggio.

## Distribuzione e habitat
Questa specie è diffusa sull'Isola di Sulawesi, Muna, Wowoni, probabilmente Buton; Isole Sula: Mangole, Sanana; Isole Togian: Malenge.
Vive nelle foreste primarie e secondarie.

## Tassonomia
Altre specie simpatriche dello stesso genere: D. crenulata, D. minor.

## Conservazione
La IUCN Red List, considerato il vasto areale e la popolazione numerosa, classifica D. exoleta come specie a rischio minimo (Least Concern)).